# Linum flavum
Linum flavum är en linväxtart. Linum flavum ingår i släktet linsläktet, och familjen linväxter.

## Underarter
Arten delas in i följande underarter:
- L. f. basarabicum
- L. f. flavum
- L. f. scabrinerve
- L. f. sparsiflorum

## Bildgalleri

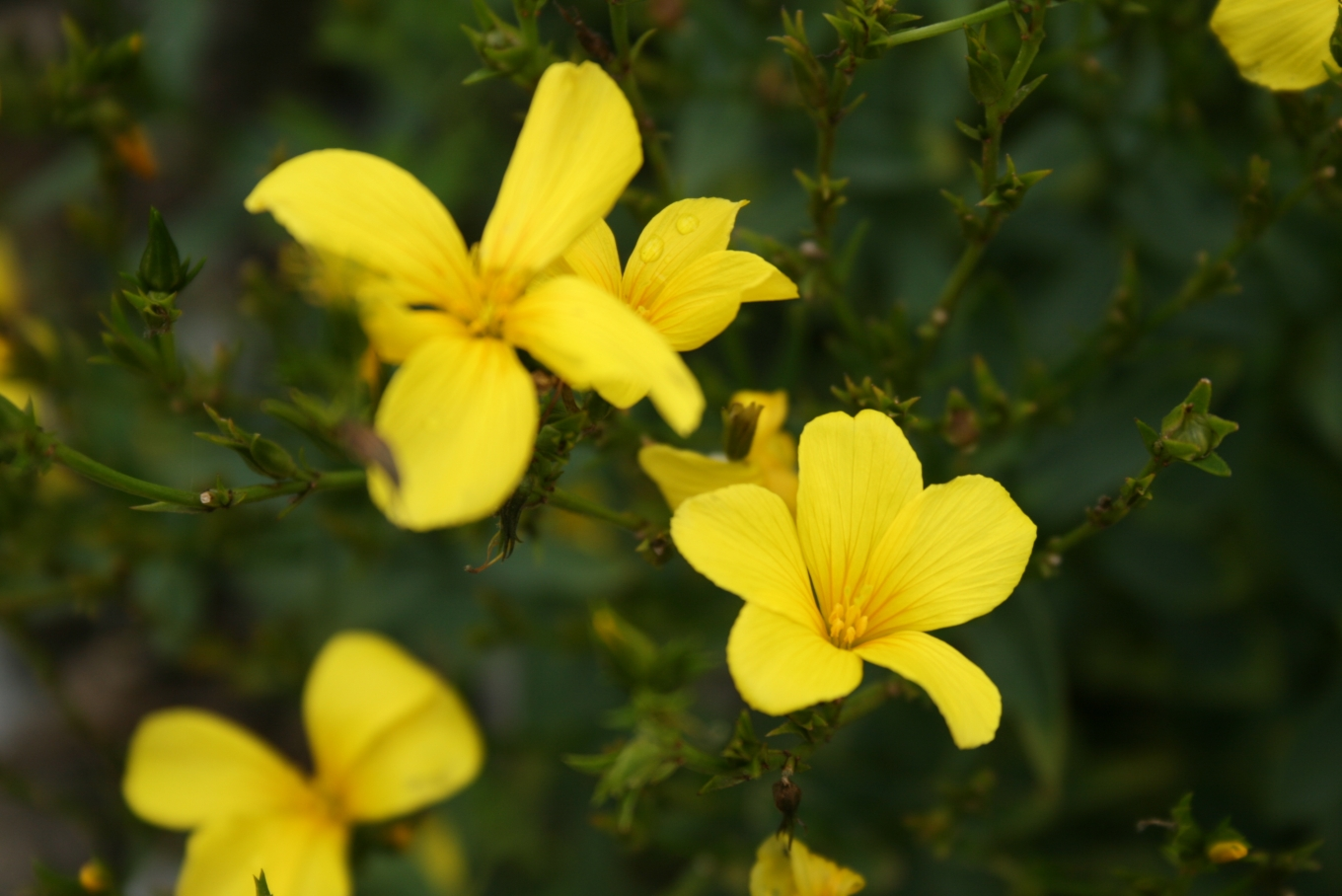
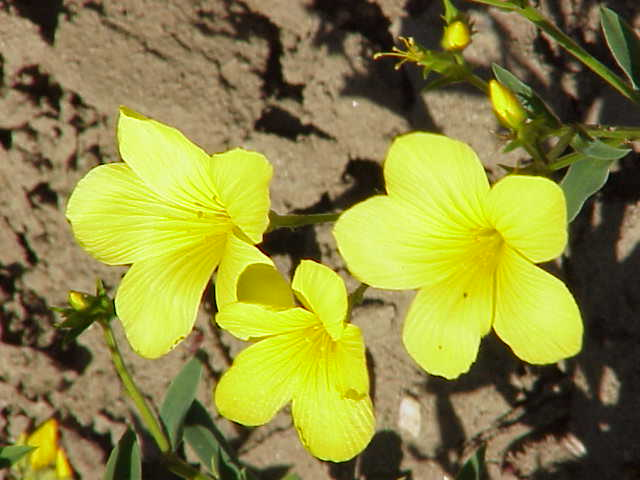
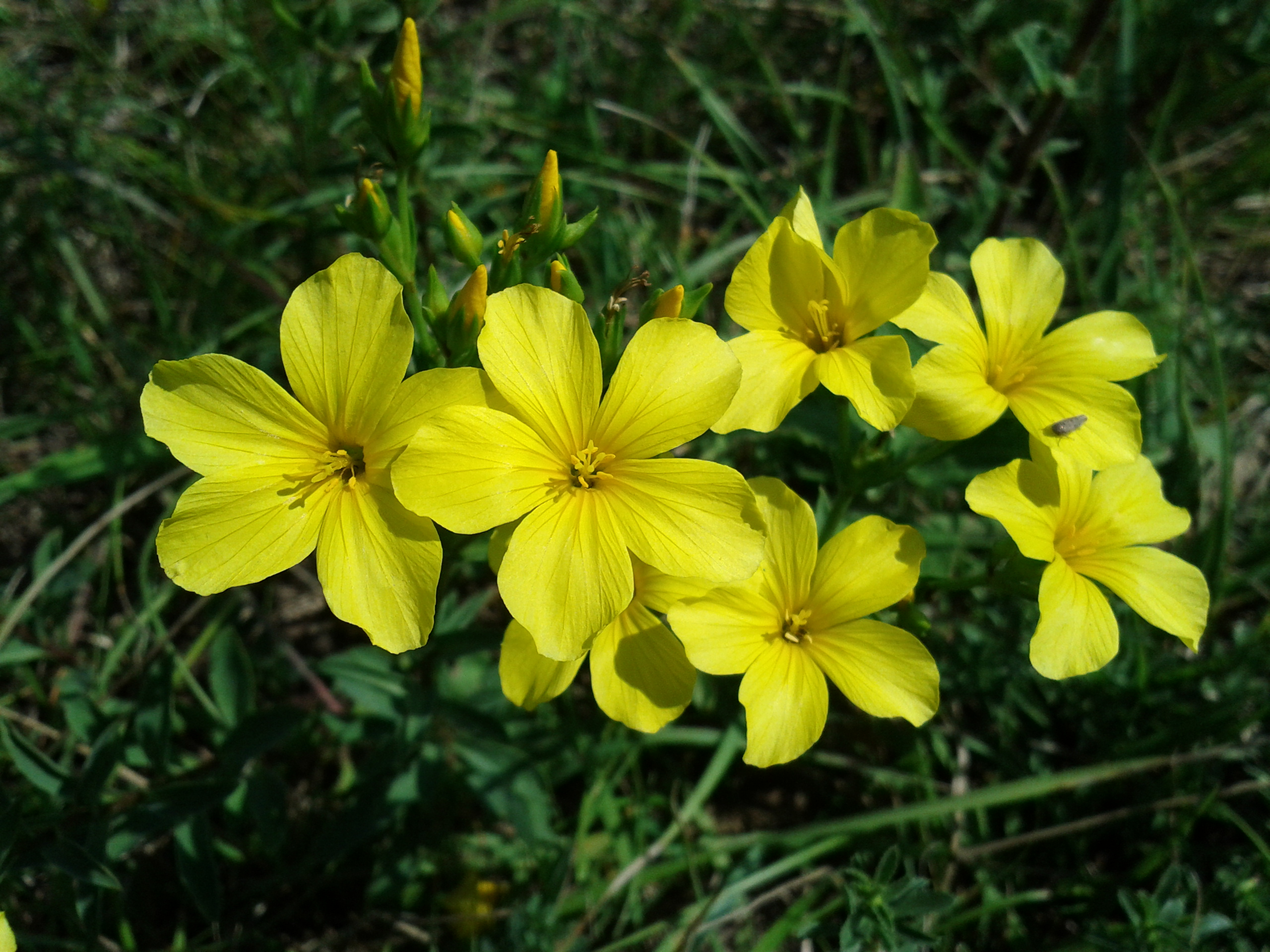
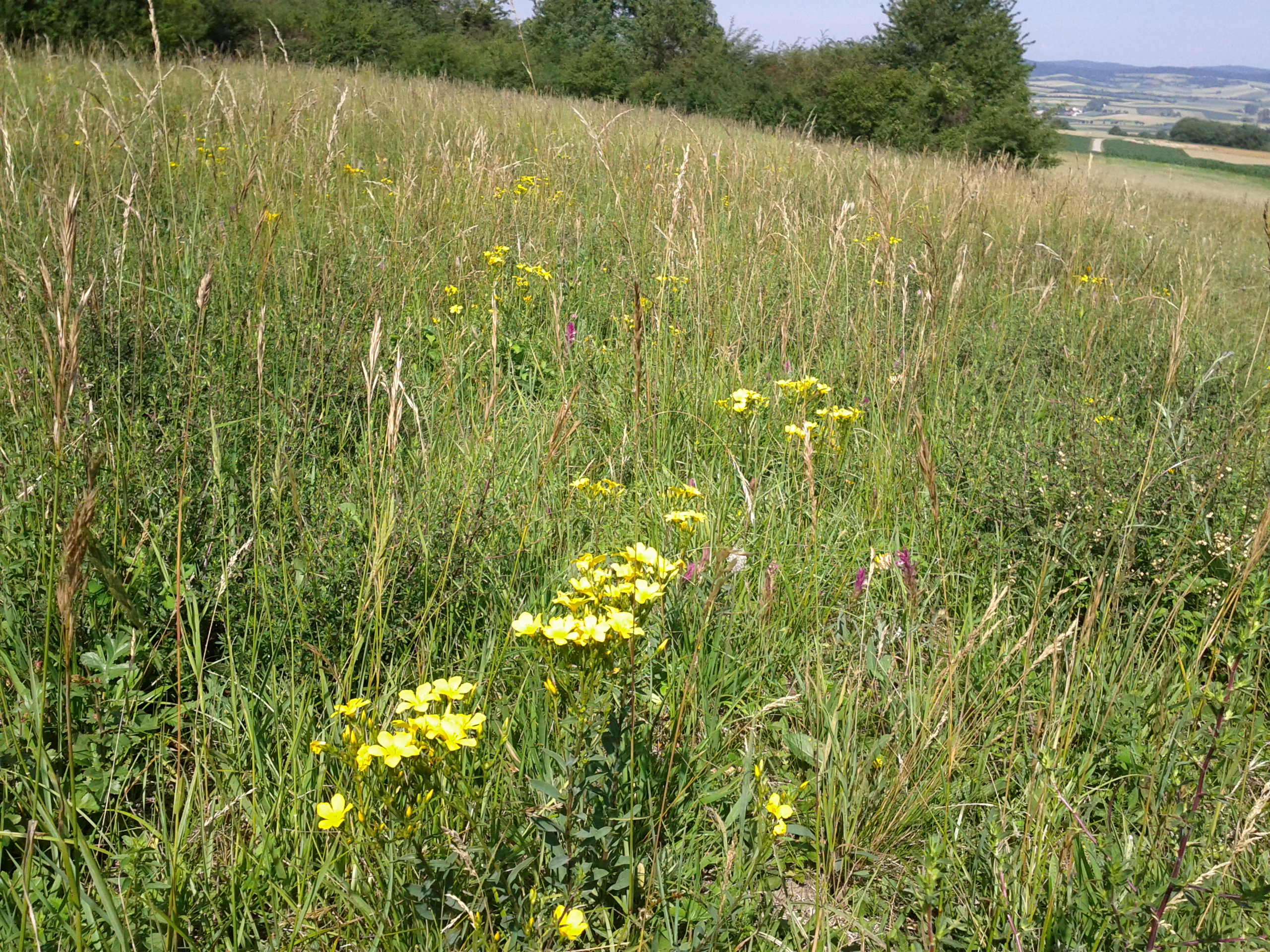
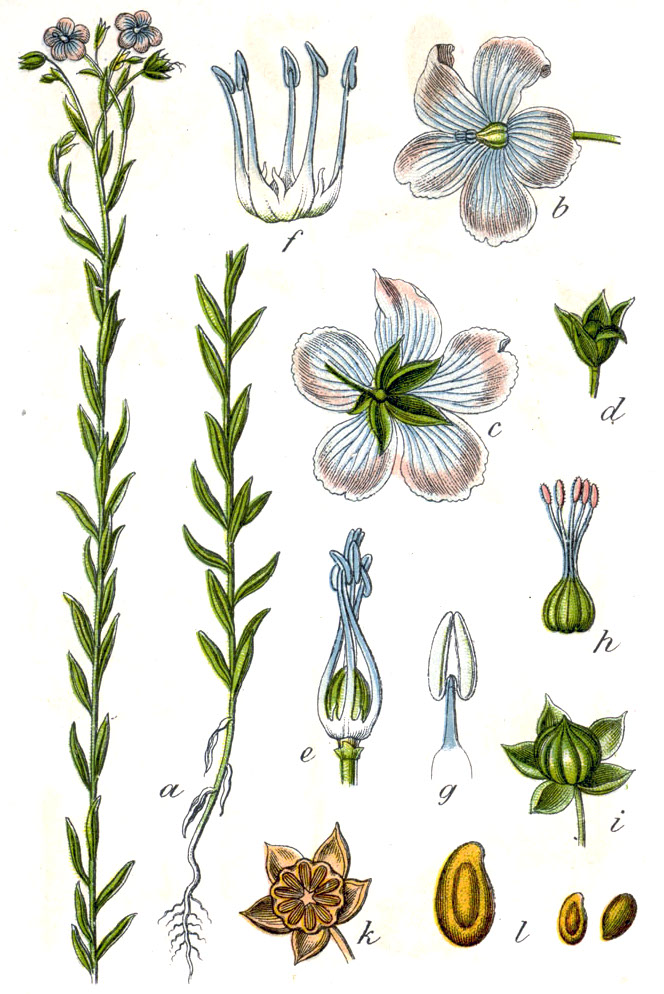
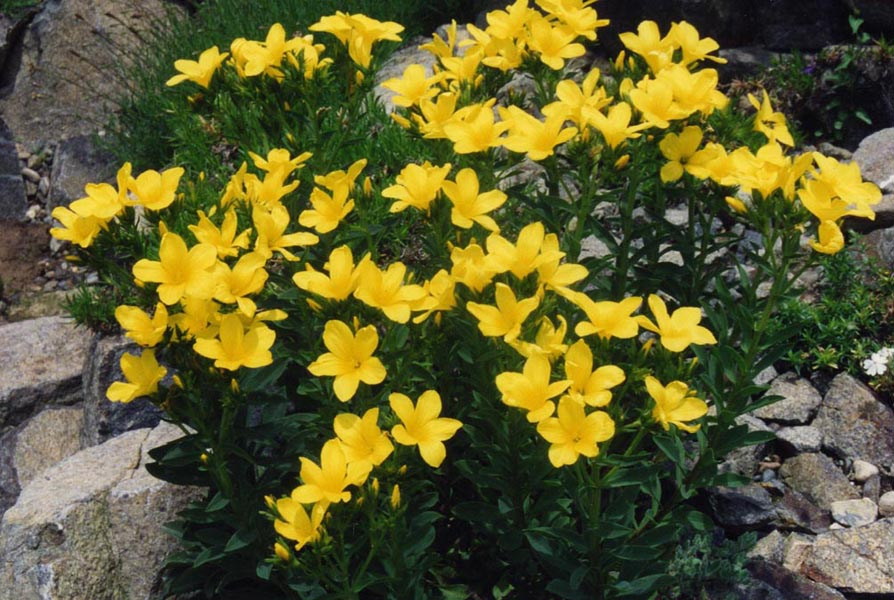